# Aphytis limonus
Aphytis limonus är en stekelart som först beskrevs av Rust 1915.  Aphytis limonus ingår i släktet Aphytis och familjen växtlussteklar. Inga underarter finns listade i Catalogue of Life.